# Trichoderma hamatum
Trichoderma hamatum är en svampart som först beskrevs av Hermann Friedrich Bonorden, och fick sitt nu gällande namn av Georges Bainier 1906. Trichoderma hamatum ingår i släktet Trichoderma och familjen Hypocreaceae.   Inga underarter finns listade i Catalogue of Life.